# Lee Ji-hyun
Lee Ji-hyun (12 de octubre de 1983) es una actriz y cantante surcoreana. Debutó en 1998 con la banda Circle y, a continuación, se unió al grupo Jewelry en el año 2001. Abandonó el grupo en 2006 y se convirtió en presentadora y actriz, diciendo que no había sido preparada para ser cantante.

## Filmografía

### Serie de televisión
| Año         | Título                | Papel       | Red  |
| ----------- | --------------------- | ----------- | ---- |
| 2004        | Show! Haengun Yolcha  |             | KBS2 |
| 2006        | Happiness Ltd Company |             | MBC  |
| 2007        | A Good Day to Love    | Kim Soo-Jin | SBS  |
| 2015 - 2016 | Tomorrow Victory      | Han Se-Ri   | MBC  |

### Espectáculo de variedades
| Año  | Título | Red | Notas  |
| ---- | ------ | --- | ------ |
| 2003 | X-Man  | SBS | elenco |